# Metaphycus voakotrokae
Metaphycus voakotrokae är en stekelart som först beskrevs av Jean Risbec 1952.  Metaphycus voakotrokae ingår i släktet Metaphycus och familjen sköldlussteklar. Inga underarter finns listade i Catalogue of Life.